# Scaphytopius lineus
Scaphytopius lineus är en insektsart som beskrevs av Delong och Rauno E. Linnavuori 1978. Scaphytopius lineus ingår i släktet Scaphytopius och familjen dvärgstritar. Inga underarter finns listade i Catalogue of Life.